# Carlos Federico Alberto de Brandeburgo-Schwedt
El Margrave Carlos Federico Alberto de Brandeburgo-Schwedt (10 de junio de 1705-22 de junio de 1762) fue un nieto de Federico Guillermo de Brandeburgo (el Gran Elector) y hijo del Margrave Alberto Federico de Brandeburgo-Schwedt. Era oficial militar prusiano y Herrenmeister (Gran Maestre) de la Orden de San Juan (Bailiazgo de Brandeburgo).

## Biografía
Carlos de Brandeburgo-Schwedt nació en Berlín. Se unió al Ejército prusiano a una temprana edad y se distinguió durante la primera guerra de Silesia con la captura de Głogów, en la batalla de Mollwitz y en la batalla de Chotusitz. Asumió el mando en la Alta Silesia en la primavera de 1745, para especial satisfacción de su primo, el rey Federico II de Prusia.
Durante la guerra de los Siete Años el Margrave Carlos asumió de nuevo el mando independiente, ya que Federico II tenía confianza en él, y se distinguió en la batalla de Hochkirch y en la batalla de Torgau. An ambas batallas, como en Mollwitz, fue herido.
La ADB lo describe como un noble, filántropo y amante de las artes y las ciencias.
Durante 31 años gobernó a los caballeros del Bailiazgo de Brandeburgo, y sus feudos como Gran Maestre de la Orden de San Juan, habiendo sido instalado en Sonnenburg en 1731. Murió en Breslavia.

## Descendencia
Carlos Federico Alberto nunca contrajo matrimonio, pero tuvo una hija con su amante, Dorotea Regina Wuthner (quien fue elevada a la nobleza el 14 de enero de 1744 como "Frau von Carlowitz"):
- Carolina Regina von Carlowitz (Soldin, 12 de diciembre de 1731 - Berlín, 16 de septiembre de 1755), desposó en Berlín el 16 de junio de 1747 al conde Alberto Cristián von Schönburg-Hinterglauchau (22 de enero de 1720 - 9 de marzo de 1799), ayudante de Carlos. Tuvieron tres hijos:
  - Condesa Ernestina Carolina Guillermina Albertina de Schönburg-Hinterglauchau (6 de junio de 1748 - 21 de marzo de 1810); desposó en Berlín el 2 de noviembre de 1770 al conde Federico Luis Finck von Finckenstein (18 de febrero de 1745 - 18 de abril de 1818).
  - Conde Federico Guillermo Carlos Ernesto de Schönburg-Hinterglauchau (9 de enero de 1751 - 17 de junio de 1751).
  - Conde Cristián Guillermo Carlos Federico Ernesto de Schönburg-Hinterglauchau (14 de junio de 1752 - 9 de marzo de 1770).

En 1744, Carlos se comprometió para casarse con María Amalia de Hesse-Cassel (1721-1744), pero ella murió antes de poder casarse. A su muerte en 1762, a falta de herederos legítimos, sus propiedades revirtieron a la corona. Después del Tratado de Hubertusburg, Federico II concedió esa fortuna a los dos oficiales a quienes debía particular gratitud. Hans Sigismund von Lestwitz recibió la finca de Friedland, y Joachim Bernhard von Prittwitz, quien había liderado al rey desde el campo de batalla en Kunersdorf, recibió la finca de Quillitz. Theodore Fontane dio a esta circunstancia una mención especial, con la cita: "Lestwitz a sauvé l'etat, Prittwitz a sauvé le roi." (Lestwitz ha salvado al estado, Prittwitz ha salvado al rey.) El personal oficial del regimiento de Lestwitz recibió una medalla dorada.